# 林格爾峰
46°53′58.95″N 9°20′39″E / 46.8997083°N 9.34417°E

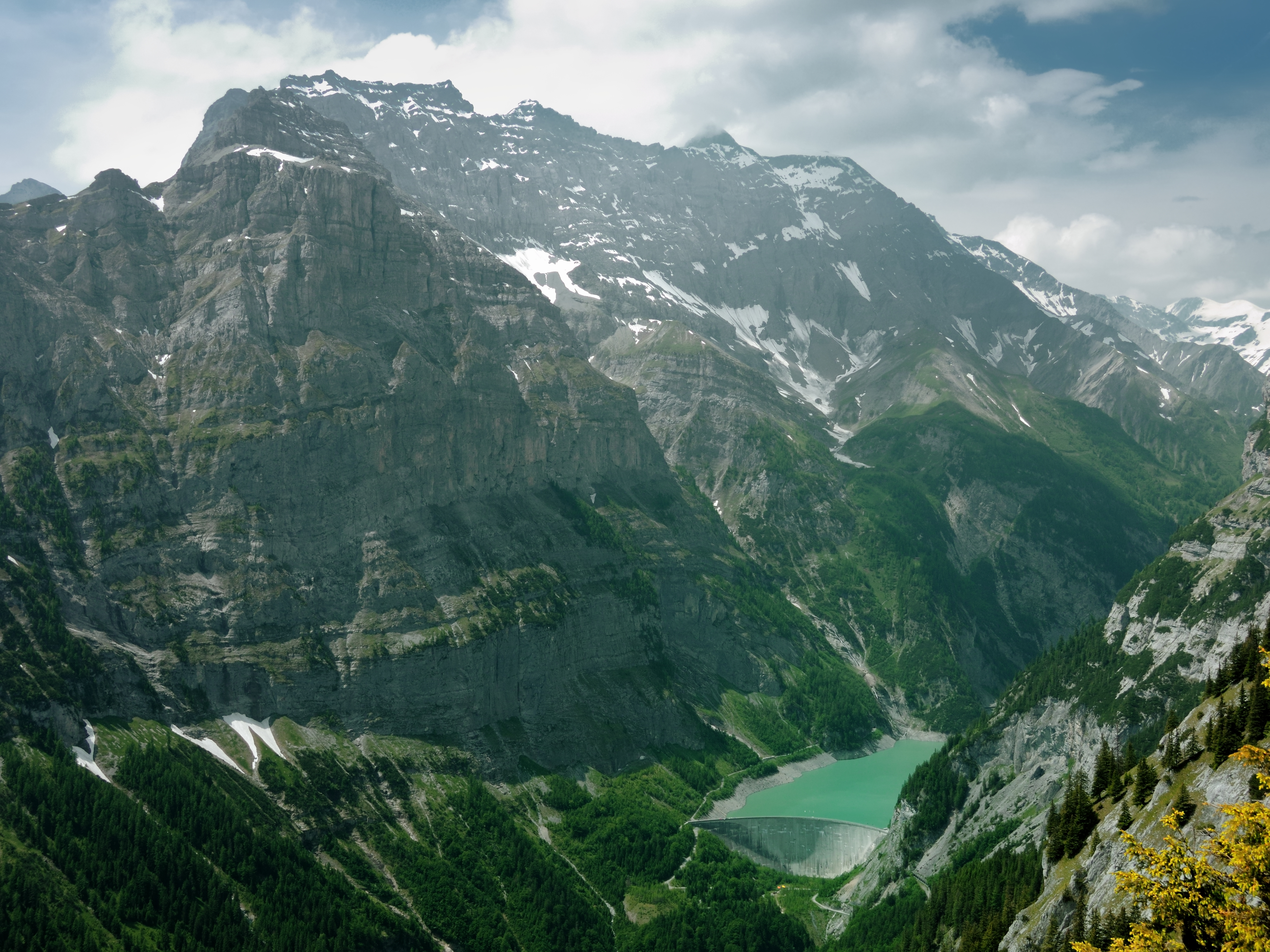

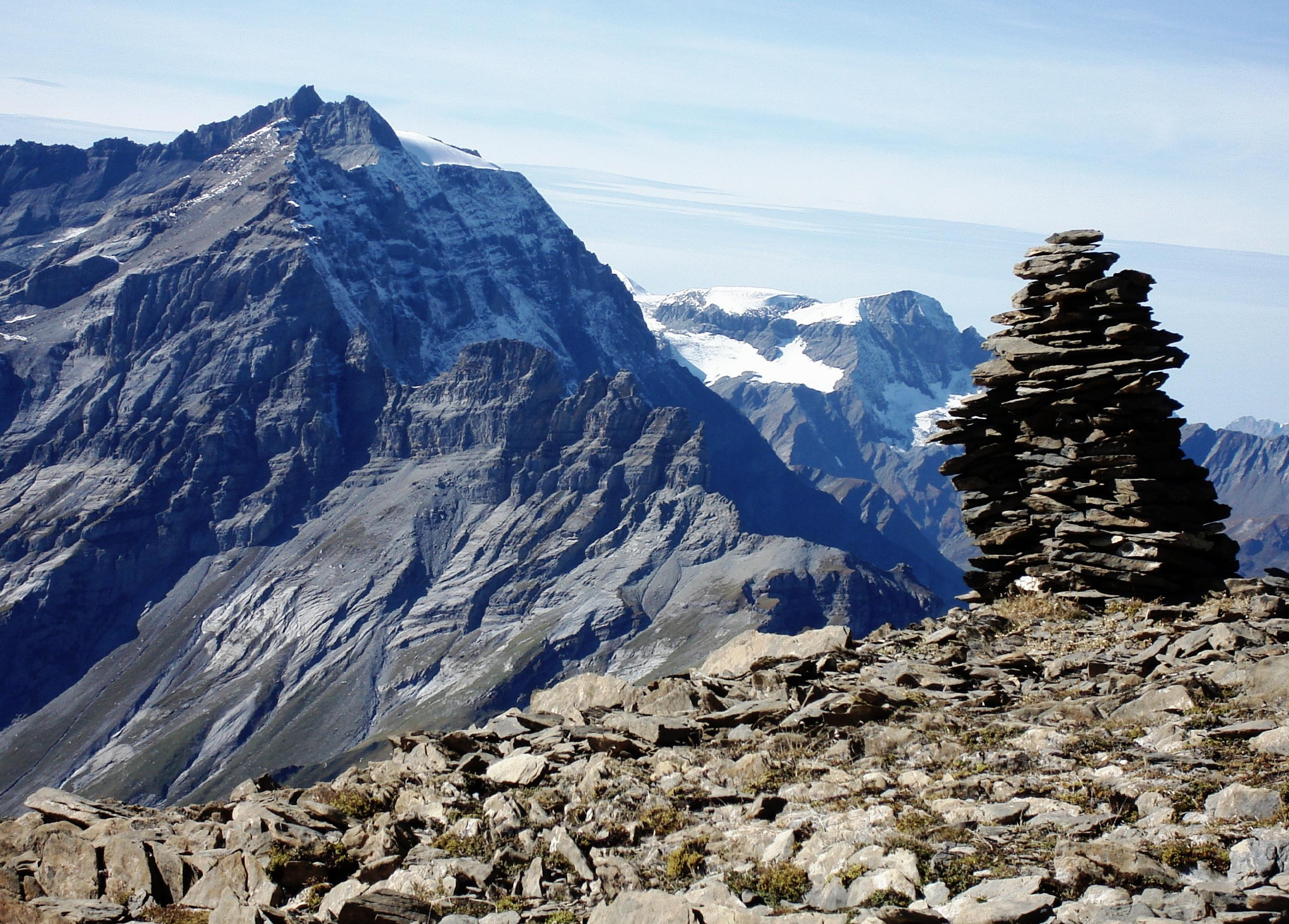

林格爾峰（Ringelspitz），是瑞士的山峰，位於該國東部，處於聖加侖州和格勞賓登州之間接壤的邊界，屬於格拉魯斯山的一部分，海拔高度3,248米。

## 外部連結
- Ringelspitz on Summitpost
- Ringelspitz on Hikr （页面存档备份，存于）